# Robbio
Robbio (Ròbi in dialetto lomellino) è un comune italiano di 5 915 abitanti della provincia di Pavia in Lombardia.

## Storia
Tracce di frequentazioni risalenti al Neolitico - e il ritrovamento, nella zona anticamente denominata "Prià" (l'odierno Borgo Nuovo), di asce risalenti all'età del bronzo -, testimoniano la presenza dell'Uomo in epoca preistorica. Nella stessa zona sono state rinvenute anche tombe romane e monete risalenti al 230-270.
L'esistenza di un centro romano, Redobium, è attestata da Plinio il Vecchio.
Robbio è stata teatro della battaglia dei Campi Raudii nel 101 a.C., in cui i romani hanno sconfitto i Cimbri, ancora oggi è presente a Robbio la cascina Campo Mario, base del generale Caio Mario
In seguito fu occupata dai Longobardi, cui si deve la fondazione della chiesa dedicata a san Michele Arcangelo.
Poi fu un possesso della diocesi di Vercelli; intorno all'anno 1000 passò alla famiglia dei De Robbio, che ne furono feudatari e dominarono, fino al XIII secolo, anche su paesi vicini (Palestro e Confienza).
Fu contesa a lungo tra Vercelli e Pavia: nel 1202 l'episodio più cruento, con presa e distruzione del castello, da parte dei pavesi.
Solo nel 1220 Robbio fu assoggettata definitivamente a Pavia, da un diploma imperiale di Federico II, mentre il resto della Lomellina era pavese già dal 1164.
Fece quindi parte del ducato di Milano e passò sotto altri feudatari, i Porro (1387-1432) i Crotti (fino al 1654 e dal 1532 parte del contado di Vigevano), i Trotti, con il titolo di conti, fino al Settecento; brevemente ai Belcredi di Pavia; dal 1730 ai De Roma di Milano (che sostengono una parentela con la celebre famiglia romana degli Orsini).
Come il resto della regione fu, a partire dal Cinquecento, sotto la dominazione prima spagnola, poi austro-ungarica.
Nel 1748, in seguito alla firma del trattato di Aquisgrana, passò al Regno di Sardegna.
Già parte della provincia di Lomellina, nel 1859, in seguito alla seconda guerra d'indipendenza italiana, entrò a far parte della provincia di Pavia.
Nel 1875 venne costruito il Municipio;  mentre sette anni dopo fu aperta al traffico la ferrovia Mortara-Robbio; l'apertura del canale Cavour diede impulso al settore agricolo, in particolar modo a quello risicolo.
Nel Novecento vennero impiantate anche alcune industrie (Riso Gallo e Locatelli in primis). Ancora oggi Robbio è una delle cittadine più industrializzate della provincia di Pavia, con tantissime aziende in svariati settori.

### Simboli
Lo stemma è stato concesso con decreto del presidente della Repubblica del 30 agosto 1952.
Il gonfalone, concesso con DPR del 13 aprile 1971, è un drappo partito di bianco e di azzurro.

### Onorificenze
Il 22 aprile 1998 Robbio ha ottenuto, con decreto del presidente della Repubblica Oscar Luigi Scalfaro, il titolo di città.
Nel 2011 Robbio ha ottenuto il titolo di capitale italiana del volontariato dal presidente della Repubblica Giorgio Napolitano.

## Monumenti e luoghi d'interesse
- Chiesa parrocchiale di Santo Stefano Protomartire
- Parco naturale Valpometto
- Castello di Robbio
- Chiesa di San Valeriano
- Chiesa di San Pietro
- Villa Pallavicino

### Via Francigena
Il concentrico di Robbio è una tappa della Via Francigena in Lomellina; vi è la Chiesa di S. Pietro, presso cui sorgeva un punto di accoglienza e sosta dei pellegrini.

Il percorso proviene da Palestro e prosegue verso Nicorvo e Mortara.

## Società

### Evoluzione demografica
Abitanti censiti

## Cultura

### Cucina

#### Sagra del Cotechino
In occasione del Palio a Robbio sarà possibile consumare carne bovina del proprio territorio tra cui il cotechino.

### Eventi

#### Il Palio dl'Urmon
La storia del palio di Robbio ha inizio con l'abbattimento di un grande olmo ("urmòn" in dialetto robbiese), abbattuto dopo 215 anni di vita; situato davanti alla chiesa parrocchiale, era considerato parte integrante del patrimonio cittadino; piantato nel 1768, assieme ad altri olmi, rimase l'unico, dopo che questi vennero abbattuti, per reperire legname.
Nel corso degli anni settanta la pianta andò incontro a un processo degenerativo, dovuto a un fungo (graphium ulmi); il 2 luglio 1983 il "grande vecchio" fu abbattuto, evento che coinvolse emotivamente i robbiesi; inizialmente si decise di lasciare parte del tronco - una parte alta oltre 3 metri, quasi 5 di circonferenza -; dopo qualche tempo anche quella parte fu abbattuta, il vecchio 'urmòn' sparì; alcune sezioni del tronco furono distribuite a istituzioni e cittadini.
In ricordo del grande olmo abbattuto si tiene il "Palio dl'Urmon"; si svolge durante una settimana, a partire dall'ultima domenica di agosto; durante la settimana, di sera, gli 8 rioni (Campagnola, Canton Balin, Castello, Ciot, Mulin, Muron, Piana, Torre) si sfidano, in svariati giochi, per stilare una classifica che diviene la griglia di partenza della Corsa delle Carriole (tre Carriolantes per ognuno degli 8 rioni), gara decisiva per stabilire il vincitore del palio. La settimana del Palio ha inizio con l'arrivo della fiaccola; ogni anno parte da un santuario diverso e viene portata dagli atleti della Podistica Robbiese.

## Infrastrutture e trasporti

### Strade
Robbio è attraversato dalla SS 596 dei Cairoli che unisce Vercelli a Pavia.

### Ferrovie
Robbio è servito dall'omonima stazione ferroviaria posta lungo la linea Vercelli-Pavia.

### Trasporto pubblico
Il paese è servito anche da una linea di autobus gestita da S.T.N. che collega Novara con Mortara.
Nel periodo estivo il paese è inoltre servito dall'autolinea Biella - Cattolica, collegando il nord Italia con una famosa località balneare.

## Sport
Ha sede nel comune la società calcistica "Robbio 1928 Calcio", fondata nel 1928, che ha disputato campionati dilettantistici regionali. L'apice del Robbio è stato raggiunto tra il 2002 e il 2005 quando la squadra, presieduta dall'imprenditore Gianni Patti, ha raggiunto il campionato di serie D ottenendo due salvezze consecutive. Nel 2005, dopo una retrocessione sul campo, il Robbio non è stato iscritto al campionato di Eccellenza ripartendo così dalla Terza Categoria. Nel 2006/07 dopo una fusione il Cilavegna il Robbio torna in Prima Categoria, retrocedendo però al termine del campionato in Seconda Categoria. Nel 2014 il Robbio vince il campionato di Seconda Categoria (allenatore Giorgio Pasquino), nel 2017 quello di Prima Categoria (allenatore Emanuele Pochetti).
La squadra di basket "Aironi Pallacanestro Robbio" milita in Serie C regionale. La storia recente della Pallacanestro Robbio inizia nel 2009 quando l'ex giocatore Giordano Andreello insieme all'imprenditore locale Giosuè Pozzato si mettono alla guida della società che fino a quel momento militava nei campionati amatoriali. In pochi anni gli Aironi salgono le categorie vincendo i campionati di Promozione, serie D e serie C regionale. Nel 2015/16 Robbio è in C gold, dove milita una sola stagione retrocedendo ai play out di fine anno. Nel 2020, al momento dell'interruzione di tutti i campionati regionali per l'emergenza Covid, gli Aironi erano primi in classifica in serie C silver (ex C regionale) con l'ambizione di tornare in serie C gold.
È stata la città natale del calciatore Silvio Piola, ancora oggi detentore del record di gol totali in serie A, e del campione olimpico di spada a Londra 1948 Luigi Cantone.

## Galleria d'immagini

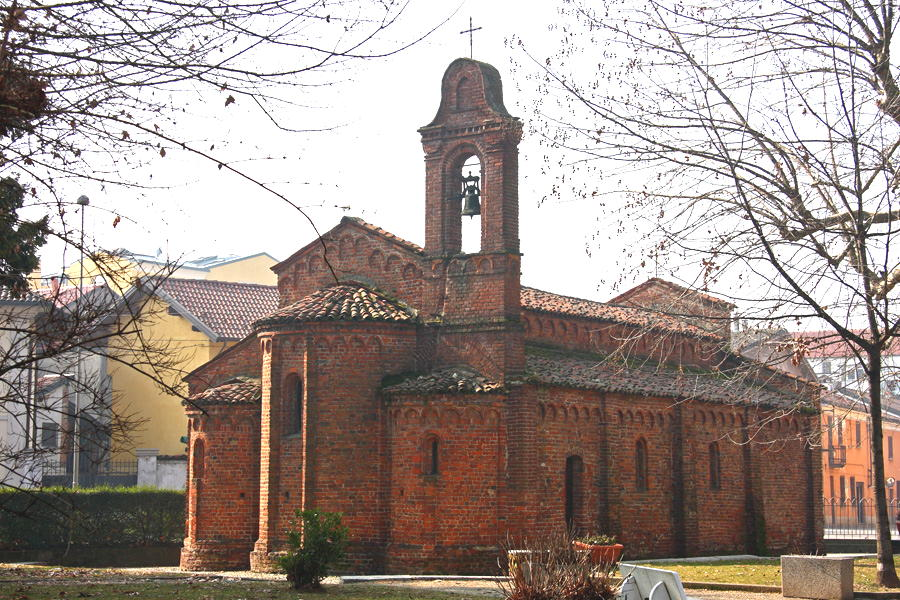
Chiesa di San Pietro
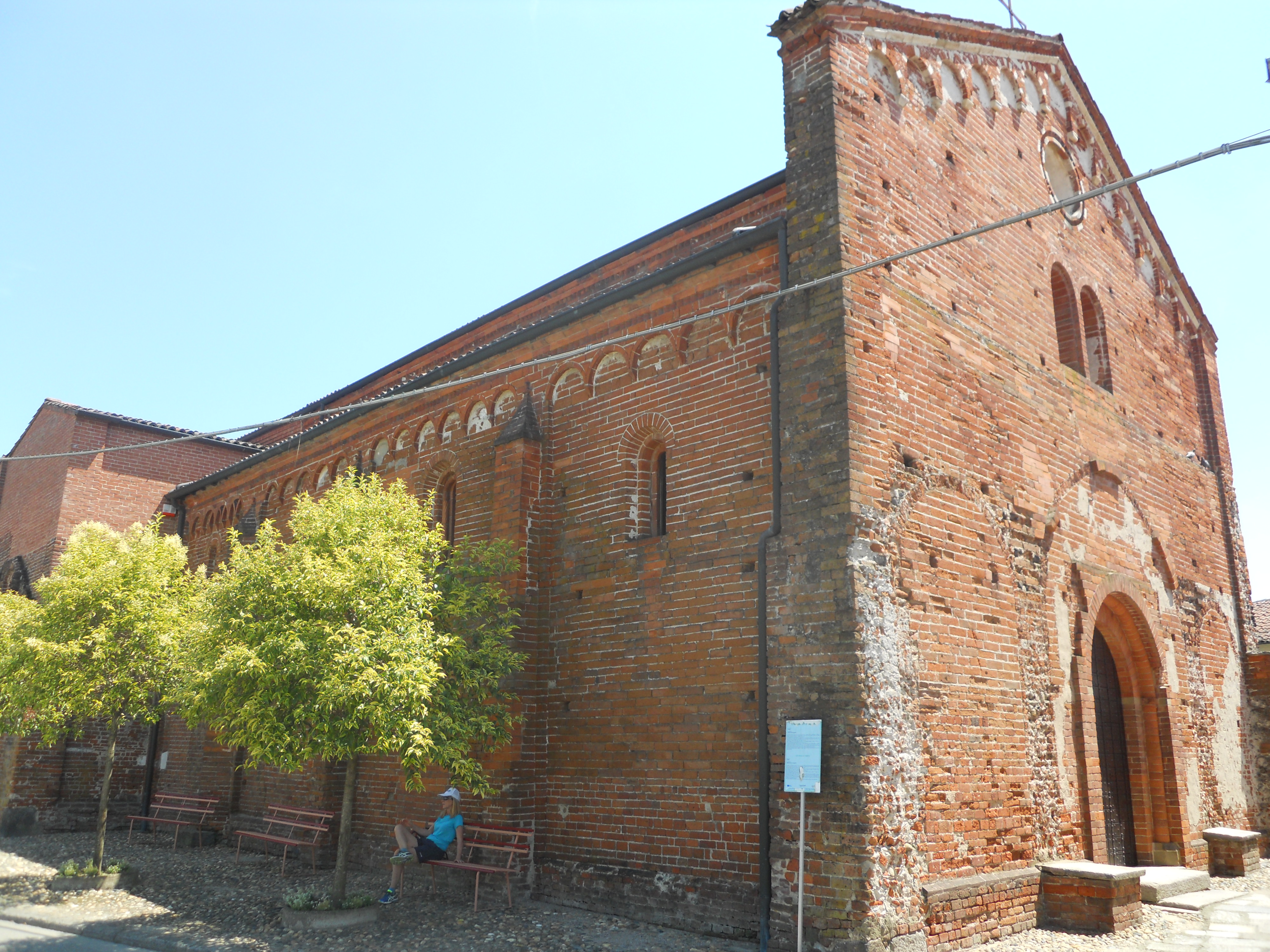
Chiesa di San Valeriano
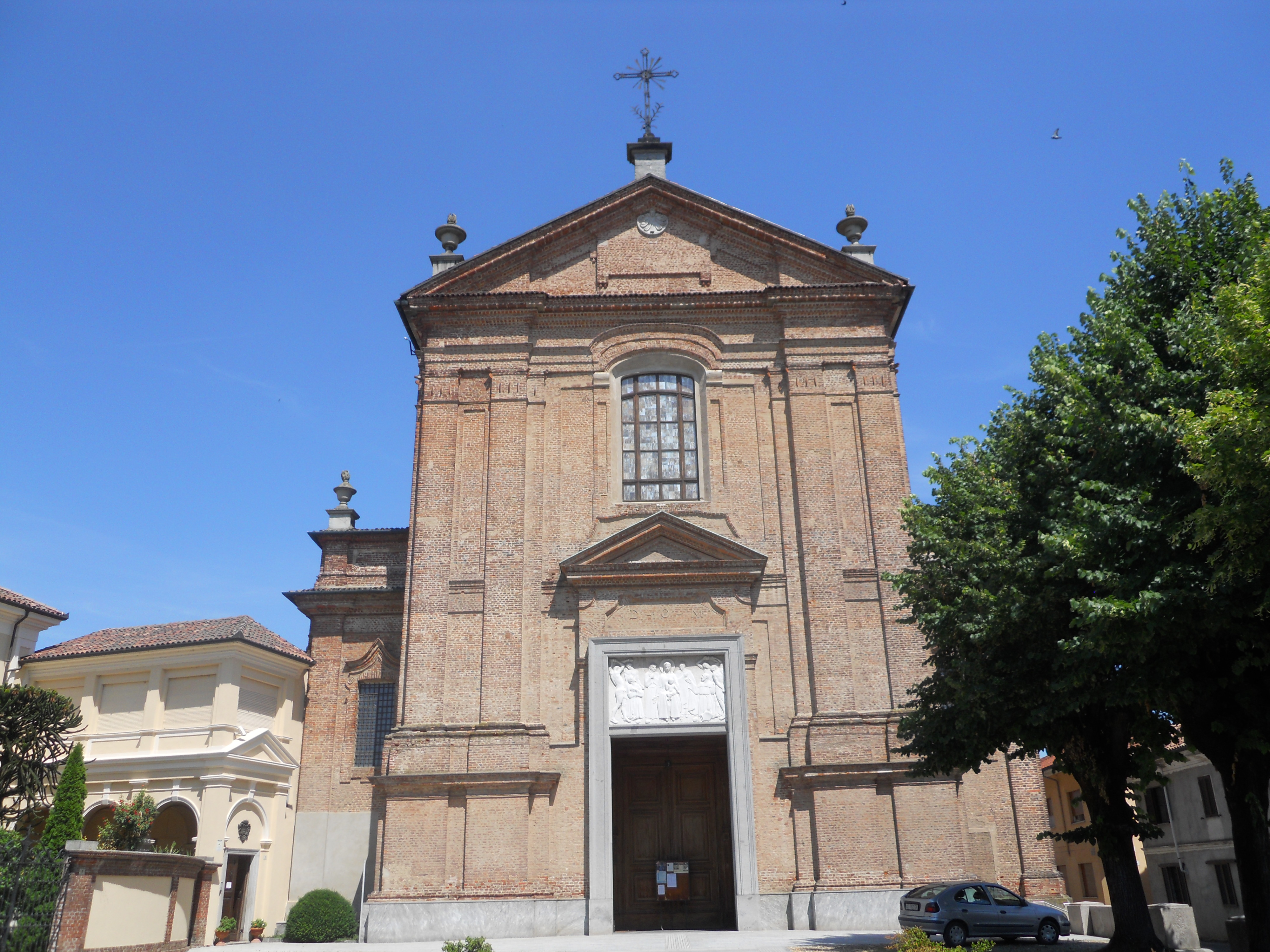
Chiesa parrocchiale di Santo Stefano